# Gisela Kessler
Gisela Kessler (Frankfurt am Main, 1935. június 3. – 2014. május 14.) német politikus és szakszervezeti alkalmazott.